# Ткешелашвили, Заза
Заза Ткешелашвили (груз. ზაზა ტყეშელაშვილი; род. 19 марта 1965, Вани) — грузинский борец вольного стиля и боец ММА, представитель тяжёлой и полутяжёлой весовых категорий. Выступал за сборную Грузии по борьбе в середине 1990-х годов, участник летних Олимпийских игр в Атланте. В период 1992—2001 годов также дрался на профессиональном уровне в крупной японской организации Fighting Network Rings.

## Биография
Заза Ткешелашвили родился 19 марта 1965 года в городе Вани Грузинской ССР.

### Борьба
Заниматься борьбой начал в возрасте 13 лет в 1978 году, проходил подготовку в добровольном спортивном обществе «Трудовые резервы» в Тбилиси под руководством тренера Ивана Николадзе.
Первого серьёзного успеха в борьбе добился в 1987 году, когда выступил на чемпионате СССР в Воронеже и привёз оттуда награду бронзового достоинства, выигранную в полутяжёлой весовой категории.
После распада Советского Союза выступал за национальную сборную Грузии по борьбе. Так, в 1996 году занял четвёртое место на Гран-при Германии и благодаря череде удачных выступлений удостоился права защищать честь страны на летних Олимпийских играх в Атланте — в категории до 100 кг выиграл у пуэрториканца Даниэля Санчеса, но проиграл россиянину Лери Хабелову и монголу Долгорсурэнгийну Сумъяабазару, расположившись в итоговом протоколе соревнований на 13 позиции.

### Смешанные единоборства
Начиная с 1992 года Ткешелашвили регулярно принимал участие в профессиональных турнирах по смешанным единоборствам, выступая в крупнейшей японской организации Fighting Network Rings и став одним из первопроходцев грузинского ММА. Отметился победами над такими известными бойцами как Крис Доулман, Ёсихиса Ямамото, Масаюки Нарусэ, Рикарду Морайс, Йоп Кастел, Тревис Фултон и Киёси Тамура, но проиграл Андрею Копылову, Ренату Собралу и Бобби Хоффману. Четыре раза выходил на ринг против дагестанского бойца Волк-хана, дважды выиграл у него и дважды терпел поражение. Участвовал в командных соревнованиях 3 × 3, противоборствуя австралийской команде Криса Хейзмена. Завершив спортивную карьеру в 2001 году, в общей сложности провёл на профессиональном уровне 13 поединков, из которых 7 выиграл.
Его брат Коба Ткешелашвили тоже был профессиональным бойцом и тоже выступал в RINGS.